# کامرون دین استوارت
کامرون دین استوارت (زاده ۸ آوریل ۱۹۹۱) بازیگر آمریکایی است.
کامرون دین برای بازی در فیلم‌های
«باشگاه جغرافیا»، «پیچ پرفکت»، «معلم کثیف » و همچنین نقش است جانسون یون در سریال کمدی نوجوانان تلویزیونی «آی کارلی» شناخته و معرفی می‌شود.

## حرفه
کامرون در سال ٢٠١١ نقش استیون را در سریال ویژه آی کارلی ، ویکتوریوس  بازی کرد. در سال ٢٠١٣، او با نقش اصلی خود در نقش راسل، به عنوان یک نوجوان که به تیم فوتبال دبیرستانش در  باشگاه جغرافیا می پیوندد، توجه بیشتری را به خود جلب کرد. اوپس از چند سال دوری از تلویزیون با نقش جیس در سریال کمدی آستین و آلی که در  شبکه دیزنی آمریکا پخش شد به تلویزیون بازگشت .

## فیلم شناسی
| سال  | عنوان                     | نقش           | یادداشت  |
| ---- | ------------------------- | ------------- | -------- |
| ٢٠١١ | این چیزی است که من هستم   | کارل فریل     |          |
| ٢٠١٢ | بچه های بد به جهنم میروند | مت کلارک      |          |
| ٢٠١٢ | زمین کامل                 | تام           |          |
| ٢٠١٢ | بسیار مخفی                | کامرون هریسون |          |
| ٢٠١٣ | زمین کامل                 | راسل          | نقش اصلی |
| ٢٠١۴ | به لطف خدا                | کریس تیلور    |          |
| ٢٠١۴ | استخوان های بند انگشت     | آدم           |          |
| ٢٠١٧ | بچه‌های بد آکادمی کرستویو  | مت کلارک      |          |

| سال  | عنوان                       | نقش                  | یادداشت                        |
| ---- | --------------------------- | -------------------- | ------------------------------ |
| ٢٠١٠ | یک پیاده روی در کفش من      | جاستین کرمر          | فیلم تلویزیونی                 |
| ٢٠١١ | ایکارلی                     | استیون               | قسمت متقاطع: "مهمانی با پیروز" |
| ٢٠١١ | پیروز                       | استیون               | قسمت متقاطع: "مهمانی با پیروز" |
| ٢٠١١ | عدالت برای ناتالی هالووی    | مت هالووی            | فیلم تلویزیونی                 |
| ٢٠١٢ | لبخندی به بزرگی ماه         | جاش                  | فیلم تلویزیونی                 |
| ٢٠١٢ | خانه ترسناک امریکایی        | درک                  | فیلم تلویزیونی                 |
| ٢٠١٣ | موضوع: بررسی صحنه های جنایت | دیلن تریگ            | قسمت:"پناه"                    |
| ٢٠١٣ | معلم کثیف                   | دنی کمپبل            | فیلم تلویزیونی                 |
| ٢٠١٣ | اعترافات                    | دانیل فیشر           | فیلم تلویزیونی                 |
| ٢٠١۴ | اوستین و متحد               | جیس                  | ۴ قسمت                         |
| ٢٠١۴ | مردگان متحرک                | کریس                 | قسمت:"زندانیان"                |
| ٢٠١۴ | عبور از ستاره               | براک                 | ٢ قسمت                         |
| ٢٠١۴ | غیبی                        | جاش                  | فیلم تلویزیونی                 |
| ٢٠١۴ | قلعه                        | دین بدفورد           | قسمت: "راه نینجا"              |
| ٢٠١۵ | ریزولی و جزایر              | مک گروف / مایکل لیون | قسمت: "نیش از جرم"             |
| ٢٠١۶ | دلو                         | تکس واتسون           | ١٠قسمت                         |

## لینک های خارجی
کامرون دین استوارت در بانک اطلاعات اینترنتی فیلم‌ها (IMDb)